# Megachile gomphrenae
Megachile gomphrenae är en biart som beskrevs av Holmberg 1886. Megachile gomphrenae ingår i släktet tapetserarbin, och familjen buksamlarbin. Inga underarter finns listade i Catalogue of Life.